# 老後破産
老後破産（ろうごはさん）とは社会において存在する高齢者に関する問題であり、これは独居老人が貧困により破産状態の生活を送らざるを得ないような状態になっているということである。
この老後破産というのは現代社会において増加し続けている事柄であり、2014年の時点においては約200万人の老人が老後破産のような状態で老後を過ごしていると見られている。この約200万人というのは、2014年時点での独居老人の人数が約600万人であり、このうちの約300万人が貧困状態に置かれており、ここから生活保護を受給している人数を差し引いた人数が約200万人というわけである。
このような約200万人の老後破産となった独居老人の多くは、自身が得ることのできる年金のみを生活の糧としている。このような老後破産となるような人間というのは、かつては企業で働いており、そこからの貯蓄や企業を退職するときの退職金も得られており、老後の蓄えがあると思われていた人が多い。だが現実に老後に必要であろうと思われる貯金の金額のみでは老後を過ごすということが不可能であるという場合も多く、たとえば老後に体を壊して医者に頼ったならばそこから多額の医療費により貯金が減少することがあるからである。他には息子がいてその息子が働いていなければ面倒を見ないといけないということになるわけであり、このことからも老後の貯金が減少することになる場合があるからである。